# 学校法人聖ヶ丘学園
学校法人聖ヶ丘学園（がっこうほうじんひじりがおかがくえん）は、神奈川県横浜市保土ケ谷区にある学校法人。
専門学校、幼稚園、保育所を運営している。

## 沿革
昭和34年3月-学校法人聖ヶ丘学園設立認可　聖ヶ丘教育福祉専門学校及び附属育和幼稚園設置
平成10年4月-八幡橋幼稚園設置
平成12年4月-横浜保育室「ドルチェ八幡橋」設置
平成17年7月-学校法人最上学園との合併認可　横浜文化服装学院設置
平成19年4月-認可保育所「うみの風保育園」設置
平成20年3月-横浜保育室「ドルチェ八幡橋」廃止
平成21年3月-横浜文化服装学院廃止
平成24年4月-認可保育所「にじの風保育園」設置
平成27年4月-認可保育所「ひかりの風保育園」設置

## 本部所在地
神奈川県横浜市保土ケ谷区常盤台66-18

## 設置学校・施設
専門学校
- 聖ヶ丘教育福祉専門学校（横浜市保土ケ谷区）

幼稚園
- 聖ヶ丘教育福祉専門学校附属育和幼稚園（横浜市保土ケ谷区）

- 八幡橋幼稚園（横浜市磯子区）

保育所
- うみの風保育園（横浜市中区）

- にじの風保育園（横浜市鶴見区）

- ひかりの風保育園（横浜市保土ケ谷区）